# Довідас Кулевічюс
Дові́дас Куле́вічюс (лит. Dovydas Kulevičius; народився 4 вересня 1982) — литовський хокеїст, лівий крайній нападник. Наразі виступає за ХК «Брест» в Білоруській Екстралізі.

## Спортивна кар'єра
Виступав за «Енергія» (Електренай) та «Латгале».
У складі національної збірної Литви учасник кваліфікаційних турнірів до зимових Олімпійських ігор 2006 і 2010, учасник чемпіонатів світу 2002 (дивізіон II), 2003 (дивізіон II), 2004 (дивізіон II), 2005 (дивізіон I), 2006 (дивізіон I), 2007 (дивізіон I) 2008 (дивізіон I), 2009 (дивізіон I) і 2010 (дивізіон I). У складі молодіжної збірної Литви учасник чемпіонатів Європи 1999 (дивізіон I) і 2000 (дивізіон I), чемпіонатів світу 1999 (група C), 2000 (група C), 2001 (дивізіон II) і 2002 (дивізіон II).